# Парнозуб наскельний
Парнозуб наскельний (Zygodon rupestris) — вид мохів порядку прямоволосникальних (Orthotrichales).

## Поширення
Батьківщиною є Європа, Північна Африка, Північна Америка, Азія.
Мох росте насамперед на горбистій або гірській висоті у вологих або сухих, тінистих або світлих, але не на сонячних місцях на стовбурах листяних порід у рідколіссях, на узліссях або на окремо стоячих фруктових деревах, рідше на вапняку чи ґрунті.

## Характеристика

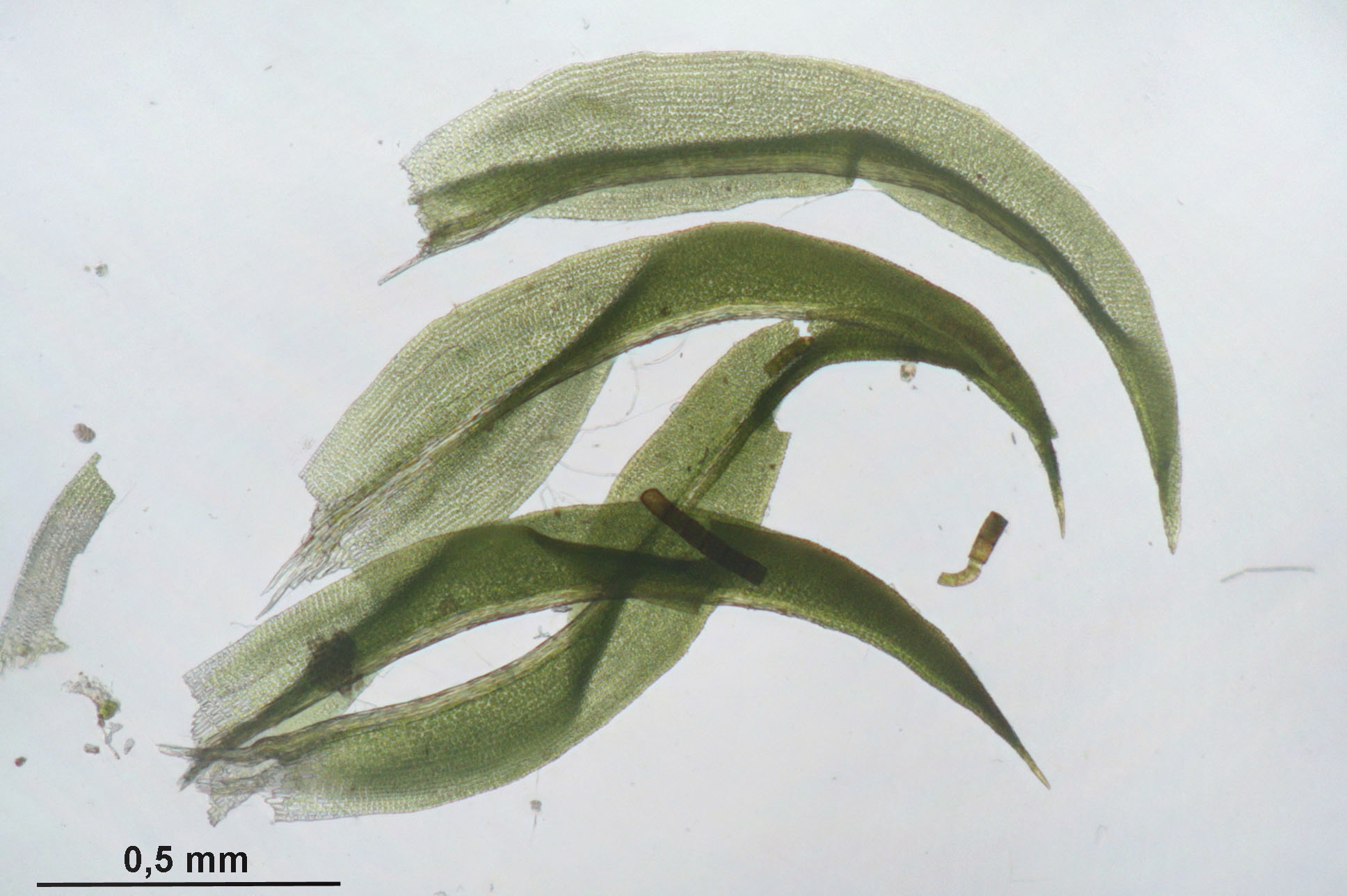

Рослини заввишки до 1,5 см утворюють нещільні м’які газони з жовто-зеленою верхівкою. Прямовисні стебла прості чи гіллясті. Листки лінійно-ланцетні, кілюваті зверху, гостро-загострені й завдовжки до двох міліметрів, сухими злегка скручені або зігнуті спірально. Листкова жилка тягнеться до верхівки листка. Вид дводомний. Спорогони зустрічаються дуже рідко. Тіла розмноження рясно сформовані, мають еліпсоїдну або веретеноподібну форму.